# Nicola Pellanda
Nicola Pellanda (Pádua, 6 de julho de 1875 – Curitiba, 3 de outubro de 1955), foi um imigrante italiano e um dos pioneiros do bairro curitibano do Umbará.

## Vida
Pellanda nasceu em 6 de julho de 1875 em Pádua, Itália.
Veio para o Brasil em outubro de 1892, com 17 anos, a bordo do navio Vapore Nord America, desembarcando em Paranaguá. A viagem para o Brasil contou também com seu pai, Bortolo Pellanda, sua mãe, Domenica Bernardi e três irmãos (Michelangelo Pellanda, Benvenuto Pellanda e Giovanni Pellanda). Posteriormente subiram a Serra do Mar a pé rumo ao planalto de Curitiba.
Primeiramente tendo se alocado em São José dos Pinhais por seis meses, foi um dos pioneiros italianos a se fixar no atual bairro do Umbará, em Curitiba.
Nicola Pellanda auxiliou na construção da Igreja do Umbará e no Grupo Escolar de Umbará (que se tornaria mais tarde o Colégio Estadual Padre Claudio Morelli).
Casou-se com Paolina Micheletto Pellanda, também italiana, com quem teve 15 filhos, dentre eles, Dom Geraldo Pellanda.
Faleceu em 3 de outubro de 1955.

## Homenagens
Nomeia, desde 1959, uma rua nos bairros do Pinheirinho/Umbará, anteriormente denominada de Estrada de Umbará.